# João Alves Cardoso
João Alves Cardoso (Sobradinho, 5 de agosto de 1966) é um servidor público e político brasileiro. Filiado ao Avante,  é atualmente deputado distrital do Distrito Federal.

## Biografia

### Início de Vida e Carreira
João nasceu em Sobradinho, Distrito Federal, onde foi criado e reside até hoje, é o caçula de quatro filhos de João Cardoso da Silva – ex-motorista de ônibus e taxista – e Josefa Alves, ambos candangos que chegaram ao novo Distrito Federal no início de sua fundação. 
É casado há 30 anos com Regina Célia, professora da Secretaria de Educação do Distrito Federal, com quem tem oito filhos. Os que ainda estão em idade escolar são alunos da rede pública de ensino, e os mais velhos que já concluíram os estudos são egressos formados integralmente nas escolas públicas do Distrito Federal.
João Cardoso ingressou como Oficial do Exército Brasileiro em 1985, onde permaneceu por 6 anos. Tendo pedido baixa após recusa de proposta para mudar-se do Distrito Federal e servir em outro estado, terra pela qual tem muito apego e escolheu para fincar raízes junto a sua esposa.
Em seguida, começou a trabalhar como motorista de transporte escolar, atividade que exerceu por dois anos, no período de 1991 e 1992, estudando para concursos públicos nos turnos contrários ao do trabalho.
Em 1993, foi aprovado em seu primeiro concurso público para o cargo de Auditor-Fiscal de Atividades Urbanas da Carreira de Meio Ambiente no Instituto Brasília Ambiental (IBRAM-DF). Também ocupou, na mesma instituição, cargos como de Administrador de Unidade de Conservação, Gerente de Fiscalização e Diretor-Substituto de Licenciamento Ambiental.
Posteriormente, formou-se em geografia pela Universidade Estadual de Goiás (UEG) e ingressou na carreira do magistério, exercendo concomitantemente o cargo de Professor da Secretaria de Educação do Distrito Federal e de Auditor-Fiscal.
Em 2003, foi nomeado membro da Junta de Julgamento Administrativo do Distrito Federal. Em 2006, foi Conselheiro do Tribunal de Julgamento de Recursos Administrativos do Distrito Federal, e chegou a assumir como presidente deste tribunal.
Em 2007 assumiu o cargo de Subsecretário do Sistema Socioeducativo, tendo como uma das responsabilidades a elaboração do projeto de desativação do antigo CAJE, hoje Unidade de Internação do Plano Piloto.
Exerceu também o cargo de Coordenador dos Direitos Humanos no Governo do Distrito Federal em 2010.

### Carreira Legislativa
Na eleição de 2014, ele ficou como suplente e na eleição de 2018, Cardoso foi eleito deputado distrital com 12.654 votos, ou 0,86% dos votos válidos. para a Legislatura 2019-2022. Ficou conhecido entre 2014 e 2018 por fazer campanhas na passarela de pedestres na margem da BR020, próximo ao Balão do Colorado em Sobradinho. Com energia e muita disposição, ele deu início aos trabalhos legislativos antes mesmo de assumir o cargo, quando colocou nas ruas suas tendas de atendimento à população, projeto que ficou conhecido como “Nosso Gabinete Móvel”.
Assumiu o mandato em 1º de janeiro de 2019 e, no mesmo ano, na Câmara Legislativa do Distrito Federal , foi eleito Terceiro Secretário da Mesa Diretora, vice-presidente da Comissão de Defesa do Consumidor e foi Membro Titular da Comissão de Defesa dos Direitos Humanos, Cidadania, Ética e Decoro Parlamentar, para os dois primeiros anos de mandato.
No início do seu mandato, em fevereiro de 2019, o deputado propôs audiência pública sobre as condições de trabalho e qualidade de vida dos servidores da Câmara Legislativa do Distrito Federal. O encontro inédito debateu melhorias para que os servidores possam desempenhar bem suas atribuições e, assim, poder prestar um serviço de qualidade para a população do Distrito Federal.  
“Esse é um compromisso que eu fiz com os servidores antes mesmo de entrar na Casa porque eu vejo os servidores de carreira da Câmara Legislativa do Distrito Federal como os verdadeiros guardiões desta Casa de Leis. Nós, que estamos ocupando o cargo de deputado, apenas passamos por ali. Mas eles não. Os servidores públicos, além de ter sua missão de servir, são técnicos altamente habilitados e que passaram por um concurso concorrido, ou seja, são pessoas de excelência“, comentou . 
Na ocasião, o presidente do Sindicato dos Servidores do Poder Legislativo e do Tribunal de Contas do Distrito Federal (Sindical), Jeizon Allen Silvério Lopes, aprovou a iniciativa, “Esperamos que os demais membros da Mesa Diretora tenham uma postura pelo menos parecida com a postura do deputado João Cardoso" .
Em 2019, João Cardoso foi um dos responsáveis pela criação da Região Administrativa de Sol Nascente/Pôr do Sol. Para o deputado, a criação da 32ª Região Administrativa do Distrito Federal significa mais independência para a população e a solução para problemas específicos da região, “Esta é uma cidade que está em crescimento e em desenvolvimento. Peço a toda a população e às lideranças que tenham paciência com o governo e a administração. Nós, parlamentares, também precisamos dar assistência à esta neófita cidade para que possamos fazer com que paulatinamente esta seja uma cidade de excelência que todos vocês e todos nós merecemos.”, afirmou .
Ainda em 2019, Cardoso comemorou a retirada de tramitação do projeto de lei nº 123/2019, que estabelecia novas regras para a concessão do passe livre estudantil no Distrito Federal. Com filhos matriculados em escolas públicas e autor da comissão geral que debateu o tema, o deputado elogiou a postura do governo e afirmou que a decisão atende aos anseios da sociedade, “Isso seria péssimo para toda a população do Distrito Federal e, principalmente, para os estudantes. Fico muito contente de escutar essa mensagem, vendo que o governo pode retroceder naquilo que foi enviado para cá e que não tinha viabilidade de ser aprovado” , declarou.
No mesmo ano, foi a aprovada em primeiro turno a proposta do deputado, que proíbe ingressar no serviço público do Distrito Federal condenados por violência doméstica ou familiar contra a mulher, crianças, adolescentes e idosos. Também ficarão impedidos de ocupar cargos públicos aqueles que atentarem contra a Lei da Ficha Limpa. 
Para o parlamentar, o objetivo é levar justiça e proteção às vítimas de violência, e garantir que apenas pessoas com o nome limpo ocupem cargos públicos, sejam eles em comissão ou de confiança, “É inadmissível que pessoas condenadas pela Justiça ocupem cargos no serviço público local livremente, uma vez que entendemos que o serviço público deve somente abrigar apenas pessoas que não possuem condenação judicial ou que tenham sido absolvidas em decisão judicial ou que a pena tenha sido extinta pela Justiça.”, afirma.
O deputado, também vice-presidente da Comissão de Defesa do Consumidor, apoiou e trabalhou na construção de um substitutivo ao texto original do projeto de lei nº 494/2019, que dispõe sobre estabelecimentos de pequeno porte que produzem e comercializam produtos de origem animal e vegetal no Distrito Federal. A partir de agora, eles passarão a ter tratamento simplificado e diferenciado quanto à inspeção, fiscalização e auditoria sanitária, especialmente no que diz respeito a registro sanitário, assistência técnica e extensão rural oficial, análises laboratoriais, benefícios creditícios e tributários e produção e comercialização de produtos comestíveis de origem animal e vegetal. 
Para Cardoso, a iniciativa contribuirá para a geração de empregos e renda para a população, “Esta iniciativa, não tenho dúvida, vai facilitar sobremaneira o funcionamento dos pequenos empreendimentos, ao tempo em que contribuirá para destravar o setor produtivo local, impulsionando o desenvolvimento socioeconômico de nossa região. A nova lei, depois de implementada, garantirá mais oportunidades no mercado de trabalho e melhorias das condições de vida da população” , afirma.
Em 2020 foi eleito Membro Titular da Comissão de Assuntos Sociais, CAS e Comissão de Desenvolvimento Econômico Sustentável, Ciência, Tecnologia, Meio Ambiente e Turismo, CDESCTMAT,  da Câmara Legislativa do Distrito Federal para o biênio 2021 a 2022.
João Cardoso também tem se destacado no combate à COVID-19, seja com a apresentação de diversas proposições voltadas para o tema, seja pelos constantes trabalhos de fiscalização. Tem sido um dos principais defensores e articuladores na inclusão de determinadas categorias profissionais nos grupos prioritários de vacinação, como rodoviários e metroviários, e policiais Civil e Militar. Também reivindicou a inclusão dos profissionais de odontologia e estagiários das categorias da saúde na fila emergencial para a imunização .
Cardoso foi coautor do Projeto de Lei que instituiu a Lei nº 6579/2020, que dispõe sobre o Programa de Renda Temporária para os Educadores Sociais Voluntários durante a pandemia da COVID-19 . Foi autor do Projeto de Lei que instituiu, pela Lei nº 6841/2021, o Dia Distrital de Luto e Memória pelas Vítimas Novo Coronavírus (SARS-CoV-2); e do Projeto de Lei nº 1112/2020, que suspende o pagamento, enquanto perdurar a pandemia da Covid-19, das parcelas de imóveis adquiridos por micro e pequenos empresários junto à Companhia Imobiliária de Brasília (Terracap) para implantação de empreendimentos econômicos no Distrito Federal .

#### Educação, Saúde e Acessibilidade
Professor e casado com uma esposa também professora e servidora da Secretaria de Educação do Distrito Federal, João Cardoso tem como premissa de seu trabalho político a defesa da Educação, tanto com a proposição de leis que melhore a educação do Distrito Federal e contribua com as condições de trabalho dos educadores da região. Para o deputado João Cardoso, a educação tem que ser tratada como prioridade pelo governo, que deve encontrar alternativas que garantam o direito a educação. Segundo Cardoso, "uma nação só alcança o desenvolvimento social e cultural se investir em educação" .
Cardoso também propôs o Projeto de Lei nº 472/2019, que dispõe sobre o acompanhamento pedagógico de crianças e adolescentes pelos pais ou responsáveis nos estabelecimentos públicos e particulares de ensino, no âmbito do Distrito Federal ; e do Projeto de Lei sancionado pelo governador, que altera a Lei nº 4.837, de 22 de maio de 2012, que dispõe sobre a instituição da política de conscientização, prevenção e combate ao bullying nos estabelecimentos da rede pública e privada de ensino do Distrito Federal .
Os Projetos de Lei nº 356/2019, que dispõe sobre a educação domiciliar ; e nº 353/2019, que altera a Lei nº 4.751, de 7 de fevereiro de 2012, que dispõe sobre o Sistema de Ensino e a Gestão Democrática do Sistema de Ensino Público do Distrito Federal , são de autoria do deputado João Cardoso. Ambos foram aprovados, o primeiro resultou na Lei nº 6759/2020, o segundo está em processo de redação final. 
Em 2020, o deputado protocolou o Projeto de Lei nº 1012/2020, que institui o Programa de Promoção do Direito ao acesso à Saúde Mental pelos Jovens e Adolescentes, no âmbito do Distrito Federal. Foi autor do Projeto de Lei nº 490/2019, que dispõe sobre a disponibilização de produtos com preços em braile em supermercados e estabelecimentos congêneres, no âmbito do Distrito Federal , e do Projeto de Lei que foi promulgado pela Lei nº 6687/2020, que institui o serviço itinerante de coleta de sangue, no âmbito do Distrito Federal. 

#### Cultura e Patrimônio
O deputado também propôs projetos em prol da valorização da cultura e do patrimônio. Estão tramitando na Câmara Legislativa do Distrito Federal, outros Projetos de Lei de autoria do deputado João Cardoso. O Projeto de Lei nº 1479/2020 reconhece como de relevante interesse cultural, social e econômico do Distrito Federal a Feira Permanente de Sobradinho, o Projeto de Lei nº 652/2019, declara a Feira da Torre de Televisão de Brasília patrimônio cultural material e imaterial do Distrito Federal, e o Projeto de Lei nº 330/2019 declara o Curso Internacional de Verão da Escola de Música de Brasília, patrimônio Cultural Imaterial do Distrito Federal.
Em 2020, o deputado protocolou o Projeto de Lei nº 1543/2020, que trata da criação do Sistema Distrital de Trilhas Ecológicas, denominado Caminhos do Planalto Central - CPC. A proposta aguarda a sanção do governador . Cardoso também é autor do Projeto de Lei nº 1374/2020, que dispõe sobre a criação de Áreas Especiais de Proteção Ambiental Urbana no território do Distrito Federal ; e do Projeto de Lei nº 789/2019, que cria o Parque Ecológico Paranoazinho, na Região Administrativa de Sobradinho, ambos estão tramitando.

#### Mobilidade Urbana
Ao longo do seu mandato, João Cardoso tem buscado melhorias na mobilidade da população. O deputado protocolou o Projeto de Lei nº 1493/2020, que dispõe sobre a obrigatoriedade das locadoras de veículos automotores disponibilizarem automóveis adaptados para pessoas com deficiência ou mobilidade reduzida; e o Projeto de Lei que criou o Programa Distrital de Incentivo ao Ciclismo nas Unidades de Conservação do Distrito Federal e dá outras providências .

#### Direitos das mulheres
Em março de 2019, João Cardoso votou a favor da proibição de prêmios com valores diferentes para homens e mulheres que concorrerem na mesma categoria em eventos esportivos e culturais . De acordo com o projeto de lei 32/2019, fica vedada “qualquer discriminação à mulher, na concessão de valores, apoio ou patrocínio, de eventos artísticos, culturais e nas premiações relativas às competições esportivas e paraesportivas promovidas por entidades ou ligas desportivas realizadas no Distrito Federal”. A proposta se converteu na Lei nº 6.284 de 08 de abril de 2019 . O deputado também propôs alteração na Lei nº 5.374, de 12 de agosto de 2014, que dispõe sobre a política de aleitamento materno para o Distrito Federal .